# Žďár (Rakovník)
Žďár è un comune della Repubblica Ceca facente parte del distretto di Rakovník, in Boemia Centrale.